# Cadillac Modelo D

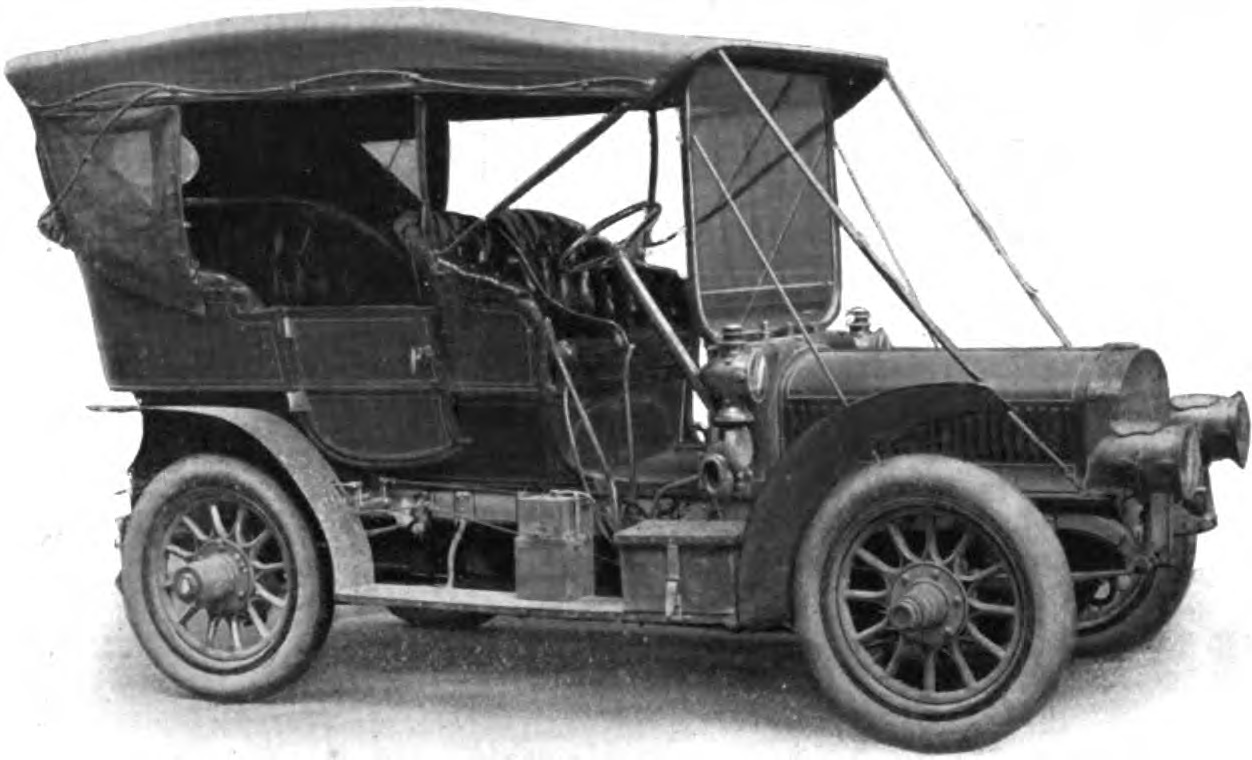
Modelo D (1905).

El Cadillac Modelo D es un coche de la edad de latón americano que fabricó Cadillac en enero de 1905 y vendió durante aquel año. Era un automóvil más grande que su predecesor y montaba, por primera vez en su historia, un motor de cuatro cilindros en línea. Con un valor de 2 800 dólares, podría considerarse el primer coche de lujo de la compañía.
El motor era un 4.9 L de cuatro cilindros con 30 CV.  El coche montaba una compleja transmisión planetaria de 3 velocidades y un acelerador con un control de crucero primitivo. El diseñador del motor fue Alanson P. Brush, que dejó Cadillac poco después.

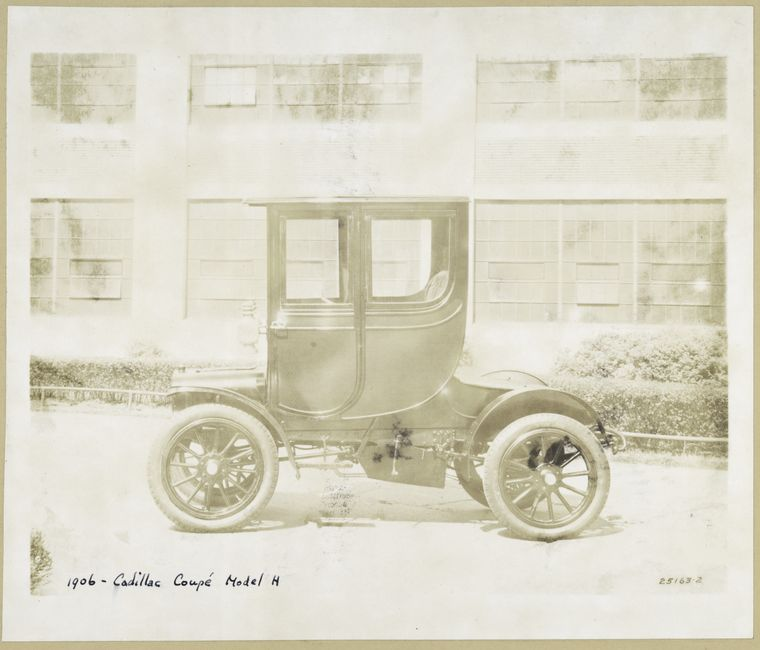
Modelo M cupé (1907).Primer cupé de Cadillac.

|  |  |  |

## Modelo H y Modelo L
El Modelo D fue reemplazado en 1906 por el Modelo H y su superior Modelo L.  Ambos se basaron en el Modelo D, pero, tras la dimisión de Brush, Henry Leland comenzó a patentar sus diseños de los vehículos. De este modo se abandonaron el governo hidráulico y el sistema de descarga por admisión variable en favor de diseños más convencionales.
El Modelo L montaba un gran motor de 6.4 L y 40 CV.  El Modelo H, que era más pequeño, continuó con 30 CV en su motor de 4.9 L montado por el Modelo D.
Ambos venían con dos o más estilos de carrocería.

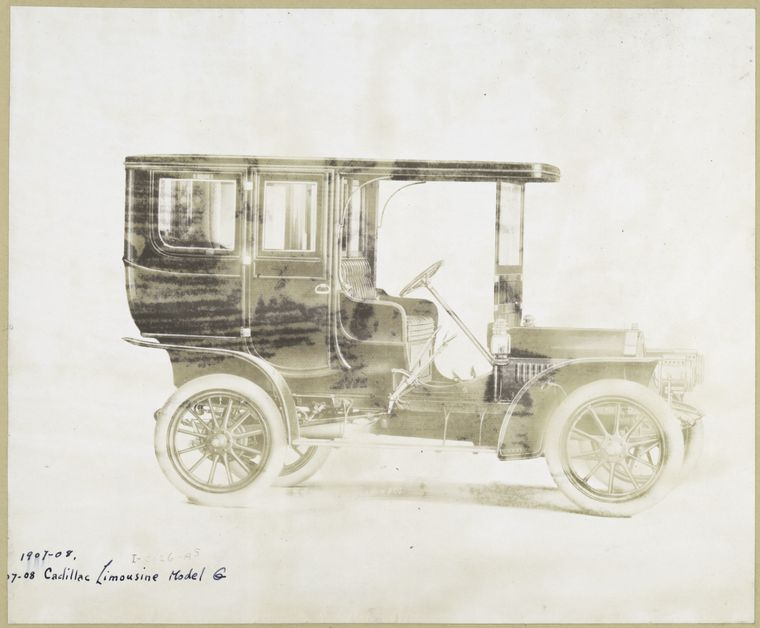
Modelo G limusina (1907).

## Modelo G

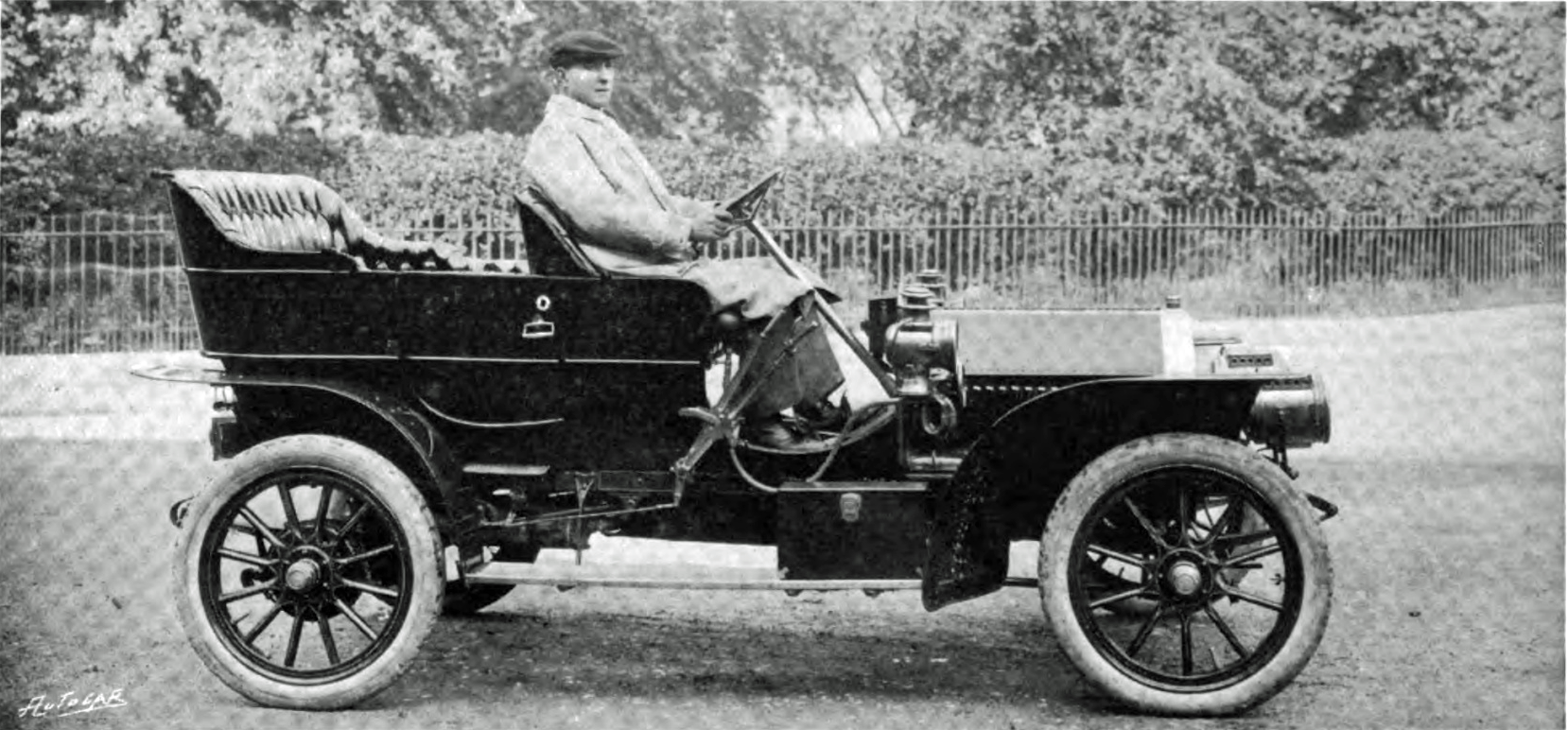
Cadillac modelo G

El Modelo G era una versión más pequeña del Modelo H, con una distancia entre ejes de 2 540 mm. Estaba disponible en utilitario, deportivo y limusina.
Su motor era un 3.7 L de cuatro cilindros y 20 CV, que pasaron a ser 25 CV en 1908 sin realizar cambios al motor. El Modelo G montaba la compleja transmisión planetaria utilizada en otros coches de lujo de cuatro cilindros.
En 1909, Cadillac presentó su nuevo Modelo 30. Este modelo estaba basado en el G y sustituyó todos los modelos de 1908. El Modelo 30 contaba con distintas configuraciones de carrocería y plazas para pasajeros.